# علم أريزونا
أعتمد علم ولاية أريزونا في يوم 17 شباط - فبراير من سنة 1917.

## معنى العلم
يتكون علم الولاية من 13 شريطا (6 باللون الأحمر و7 باللون الأصفر) في النصف العلوي من العلم للدلالة على المستعمرات 13 الأصلية والتي كونت الاتحاد الأمريكي وترمز كذلك إلى غروب الشمس في ولاية أريزونا أما اللونين الأحمر والأصفر فما من ألوان العلم الإسباني ويرمزان إلى المستكشفين الإسبان الذين هم أول من وصلوا إلى المنطقة في سنة 1540 م. ويوجد في وسط العلم نجم خماسي الشكل من النحاس ويرمز هذا النجم إلى صناعة تعدين النحاس في الولاية أما اللون الأزرق والذي يغطي الجزء السفلي من العلم فيرمز إلى الحرية.